# Aprostocetus gratus
Aprostocetus gratus är en stekelart som först beskrevs av Giraud 1863.  Aprostocetus gratus ingår i släktet Aprostocetus och familjen finglanssteklar. Arten är reproducerande i Sverige. Inga underarter finns listade i Catalogue of Life.